# Cybaeus aokii
Espèce
Cybaeus aokii est une espèce d'araignées aranéomorphes de la famille des Cybaeidae.

## Distribution
Cette espèce est endémique de Hokkaidō au Japon,.

## Description
La femelle holotype mesure 6,25 mm et le mâle paratype 5,7 mm.

## Étymologie
Cette espèce est nommée en l'honneur de Junichi Aoki.

## Publication originale
- Yaginuma, 1972 : Spiders of the Hidaka Mountain range, Hokkaido, Japan. Memoirs of the National Science Museum, Tokyo, vol. 5, p. 17-32 (texte intégral).